# 에다무라 다쿠마
에다무라 다쿠마(일본어: 枝村 匠馬, 1986년 11월 16일 ~ )는 일본의 전 축구 선수이다.

## 구단 경력
그는 2005년부터 2021년까지 J리그의 시미즈 에스펄스, 세레소 오사카, 나고야 그램퍼스, 비셀 고베, 아비스파 후쿠오카, 도치기 SC, 후지에다 MYFC에서 활동하였다.